# خسوس کاریلو
خسوس کاریلو (انگلیسی: Jesús Carrillo؛ زادهٔ ۱۱ مهٔ ۱۹۹۹) بازیکن فوتبال است.